# Giovanni Picchi
Giovanni Picchi (Venise, en 1571 ou 1572 – Venise, 17 mai 1643) est un compositeur, organiste et luthiste italien de la période baroque, actif entre 1600 et 1625.

## Biographie
On sait peu de choses de sa vie : seule est assurée sa période d'activité entre 1600 et 1625. Sa date de naissance est déduite de son acte de décès précisant qu'il a 71 ans. Il est présenté jouant du luth sur la page de garde de la Nobiltà di Dame (Venise, 1600) de Fabritio Caroso, ce qui nous renseigne sur l'estime dont on le créditait à son époque comme maître de ballet et l'importance comme maître de luth. Il est ensuite connu comme organiste de la Basilique Santa Maria Gloriosa dei Frari (Casa Granda) à partir de 1615 et jusqu'en 1625. Le 5 mars 1623, il est nommé organiste de l'école de San Rocco, cumulant les deux charges (les bâtiments sont côte à côte). En 1624 Picchi échoue à la candidature au poste de second organiste de San Marco, contre Giovanni Pietro Berti qui obtient la charge.
Il publie les huit œuvres pour clavier incluses dans les Intavolatura di balli d'arpicordo (chez l'éditeur Vincenti, Venise 1618, rééd. 1621) ainsi qu'un recueil séparé Canzoni da sonar (Venise 1625), composé de 16 canzonas et de trois sonates pour diverses combinaisons de vents et cordes.
Les Intavolatura di balli d'arpicordo sont l’un des plus importants recueils italiens de danses pour le clavier du début du XVIIe siècle. L'écriture, très personnelle témoigne de l’émergence d’une littérature destinée au clavecin.

« Je promets de montrer des choses d’une manière différente de l’habituelle, et pour cela les étudiants trouveront non seulement les œuvres difficiles à jouer, mais encore presque impossibles à lire. »

— Picchi, Préface des balli d'arpicordo.
L'œuvre de Picchi est d'ailleurs caractérisée par sa bizarrerie. Il prend soin  d'ajouter dans sa préface : 

« J’avise ceux qui pourraient, dans de nombreux endroits, découvrir quelques-unes de mes musiques discordantes et comportant des fausses notes : malgré tout, si on les joue telles qu’elles sont écrites et non différemment, on entendra des mélodies suavissimes... »

— Idem.
Malgré tout, quoique destinée aux cordes pincées, dans cette littérature, quelques pièces peuvent se jouer à l'orgue. C'est le cas de l'une des pièces virtuose les plus connues, une Toccata copiée dans le Fitzwilliam Virginal Book, qui alterne tenues, tremblements, arpèges, traits, fusées...
L'arpicordo est une sorte d'épinette-harpe, appelée ainsi à cause de sa sonorité évoquant la harpe.

## Œuvres

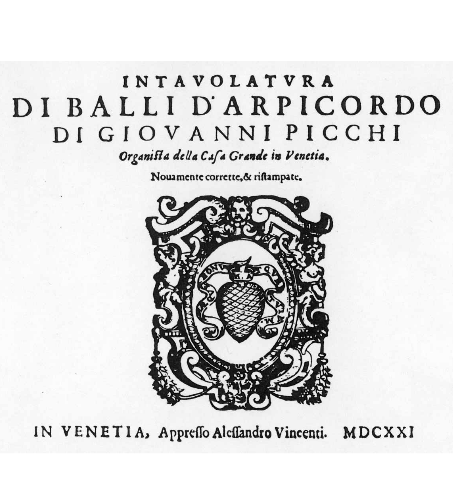
Intavolatura di Balli d’Arpicordo (chez Alessandro Vincenti, Venise 1621). Page de titre.

### Pour clavier
- Intavolatura di Balli d'Arpicordo, 8 pièces pour clavecin. Éd. Alessandro Vincenti, Venise 1618, réédition 1621, la seule qui nous soit parvenue.

1. Pass'e mezzo antico di sei parti
2. Saltarello del ditto pass'e mezzo
3. Ballo ditto il Pichi
4. Ballo ditto il Stefanin
5. Ballo alla Polacha con il suo Saltarello
6. Ballo Ongaro Il suo Balletto
7. Todescha con il suo Balletto
8. Padoana ditta la Ongara con l’Ongara a un’altro modo

- Trois Pass'e mezzi, Turin, Biblioteca nazionale, Ms Coll. Foà VII.

1. Passo e Mezo
2. Saltarello del detto
3. Passo e Mezo

- Toccata, ext. du Fitzwilliam Virginal Book

### Œuvres vocales
- Canzoni da sonar con ogni sorte d'istromenti à 2-4, 6 ou 8 voix et basse continue, Éd. Alessandro Vincenti, Venise 1625.
  - Canzon Decima Ottava
  - Canzon Decima Quarta a 6 "Ad Graduale"
  - Canzon Decima Quinta
  - Canzon Decima Nona
  - Canzon no 14 a 6
  - Canzon no 15 a 6
  - Canzon no 17 a 8
  - Canzon no 18 a 9
  - Canzona no 19 a 8 "A Doi Chori"
  - Sonata sesta decima a 6.
- Salve Christe, Motet pour soliste et basse continue, dans le recueil de Leonardo Simonetti Ghirlanda sacra, publié chez Gardano à Venise 1625 ; Rééd. Magni, Venise 1636.

## Éditions
- Œuvres choisies pour clavier, éd. de J. Evan Kreider, Corpus of Early Keyboard Music - CEKM 38, American Institute of Musicology, 1977, 52 p.
- Canzoni da sonar con ogni sorte d'istromenti 2 vols, éd. d'Alessandro Bares, Musedita, Albese con Cassano, 2002.

## Discographie sélective
- Musique italienne pour clavecin 5 pièces de Picchi et autres œuvres de Frescobaldi, Rossi, de Macque, Gesualdo, Merulo, Valente - Sophie Yates, clavecin d'après un instrument de c. 1600 de Ramson et Hemmett 1994 (22-24 août 1996, Chandos CHAN 0601)
- The Floating City : Dario Castello & Giovanni Picchi, His Majestys Sagbutts & Cornetts (septembre 1997, Hyperion CDA 67013) (OCLC 873004089) Pièces de Picchi : Canzones nos 14 & 15 a 6, no 17 a 8, no 18 a 9 (à deux orgues) et no 19 a 8, plus : Ballo Ungaro (harpe), Toccata et Padoana ditta la Ongara (clavecin).
- Giovanni Picchi e la Scuola Veneziana, Fabio Bonizzoni, clavecin Nikolaus Damm 1995, d'après Trasuntino (mars 2000, Glossa GCD 921502) (OCLC 48935136)
- Italian Music of Early Baroque - Musica Antiqua Praha, dir. Pavel Klikar (Supraphon 11 1816-2 931) (OCLC 30666606)
- Musique vénitienne du XVIIe siècle : Giovanni Picchi, Canzoni prima, quarta, quinta, settima et ottava [1624] - Ensemble Les Enemis confus :  Marcel Ketels, Patrick Laureys, flûtes à bec ; Philippe Malfeyt, luth ; Guy Penson, orgue et clavecin (1994, Vanguard Classics 99706) (OCLC 501862067) — avec d'autres œuvres de Biagio Marini et Francesco Turini

Toccata (ext. Fitzwilliam Virginal Book)
- Ton Koopman (Capriccio 10 21)
- Gustav Leonhardt (DHM 74321-32321-2)